# Lac-des-Rouges-Truites
Lac-des-Rouges-Truites là một xã trong vùng hành chính Franche-Comté, thuộc tỉnh Jura, quận Saint-Claude, tổng Saint-Laurent-en-Grandvaux. Tọa độ địa lý của xã là 46° 36' vĩ độ bắc, 05° 59' kinh độ đông. Lac-des-Rouges-Truites nằm trên độ cao trung bình là 940 mét trên mực nước biển, có điểm thấp nhất là 829 mét và điểm cao nhất là 1181 mét. Xã có diện tích 19.69 km², dân số vào thời điểm 1999 là 331 người; mật độ dân số là 17 người/km².

## Thông tin nhân khẩu
| 1962 | 1968 | 1975 | 1982 | 1990 | 1999 |
| ---- | ---- | ---- | ---- | ---- | ---- |
| 265  | 269  | 237  | 253  | 294  | 331  |

## Địa điểm tham quan
Nhà thờ trong làng được xây năm 1870 theo phong cách Gothic mới.